# Sofia Ramallo
Sofia Ramallo (n. 26 martie 2001, Córdoba, Argentina, Provincia Córdoba, Argentina) este o jucătoare de hochei pe iarbă ce a reprezentat Argentina. A participat la competiții asociate Jocurilor Olimpice în care a câștigat o medalie de aur.

## Participări
Lista de mai jos prezintă principalele competiții la care a participat Sofia Ramallo de-a lungul carierei.
- Anexo:Hockey en los Juegos Olímpicos de la Juventud de Buenos Aires 2018[*]